# Марийська область
Марийська область — колишня адміністративно-територіальна одиниця в Туркменській РСР, що існувала в 1939—1959 та 1973—1988 роках. Адміністративним центром було місто Ашхабад.

## Історія
Колишня адміністративно-територіальна одиниця на території Туркменської РСР, що існувала у 1939-1963 та 1970-1992 роках. У 1992 році на території області утворено Марийський велаят.
Площа – 86,8 тис. км². Населення — 771 тис. чол. (1987), у тому числі міське — 31%. Адміністративно складалася з 10 районів, включала 4 міста, 16 смт (1987).
Адміністративний центр — місто Мари.
Розташована на південному сході Туранської низовини, не більше пустелі Каракуми.

## Природа
Клімат – різко континентальний. Головна річка — Мургаб. Мережа водосховищ. На території області – Бадхизький заповідник.

## Населення
У 1939 року у області проживало 290,3 тис. чол. У тому числі туркмени — 69,1%; росіяни — 17,1%; казахи — 2,7%; белуджі — 1,7%; українці — 1,6%; татари — 1,6%; вірмени — 1,4%. До 1987 року населення зросло до 771 тис. чол.